# Leon Spinks
Leon Spinks (San Luis, Misuri, 11 de julio de 1953-Henderson, Nevada, 5 de febrero de 2021) fue un boxeador estadounidense que llegó a ser campeón del mundo de los pesos pesados para la Asociación Mundial de Boxeo y para el Consejo Mundial de Boxeo después de derrotar al famoso Muhammad Ali. Es hermano del también boxeador y exacampeón mundial de los pesos pesados, Michael Spinks.

## Biografía

### Amateur
Su carrera de aficionado fue bastante buena ya que conquistó los títulos nacionales AAU en 1974, 1975 y 1976. Además, Spinks se proclamó medalla de bronce en el Campeonato Mundial de Boxeo Aficionado celebrado en La Habana en 1974 y además fue oro en los Juegos Olímpicos de Montreal 1976 imponiéndose en la final al cubano, Sixto Soria.

### Profesional
Comenzó su carrera profesional el 15 de enero de 1977 ante Bob Smith al que ganó por nocaut técnico en cinco asaltos. Solo después de siete combates ganados tuvo la oportunidad de optar al título mundial que poseía Muhammad Ali, al que derrotó por decisión en quince asaltos. El combate fue nombrado por la revista Ring Magazine como "La pelea del año" y "La sorpresa del año". Después del combate, el Consejo Mundial de Boxeo le exigió defender el título ante Ken Norton, pero Spinks quiso una pelea de revancha perdiendo el título, pese a que peleó ante Ali con el título de la Asociación Mundial de Boxeo. En el combate de revancha perdió ante Ali, luego este renunció al título al declarar que se retiraba del boxeo. 
En su siguiente combate, ante Gerrie Coetzee perdió nuevamente aunque después tuvo una racha de cuatro combates sin ser derrotado (entre ellos ganó a Alfredo Evangelista) antes de enfrentarse a Larry Holmes nuevamente con el título mundial en juego. En esta ocasión el combate duró apenas tres asaltos y Holmes retuvo su título mundial.
Después de esta derrota bajó de peso, hasta los crucero donde volvió a optar al título mundial de la Asociación Mundial ante, Dwight Muhammad Qawi en marzo de 1986. Volvió a pelear desde 1986 hasta 1995, en 22 ocasiones en las que perdió 12.
| N.º | Resultado | Balance | Rival                |       | Asalto | Fecha      | Localidad     |
| --- | --------- | ------- | -------------------- | ----- | ------ | ---------- | ------------- |
| 46  | Derrota   | 26-17-3 | Fred Houpe           | PTS   | 8      | 4/12/1995  | San Luis      |
| 45  | Victoria  | 26-16-3 | Ray Kipping          | PTS   | 8      | 19/6/1995  | San Luis      |
| 44  | Derrota   | 25-16-3 | John Carlo           | KO    | 1 (10) | 22/10/1994 | Washington    |
| 43  | Derrota   | 25-15-3 | Shane Sutcliffe      | PTS   | 8      | 1/10/1994  | Nanaimo       |
| 42  | Victoria  | 25-14-3 | Eddie Curry          | DESC. | 8 (10) | 22/6/1994  | Raleigh       |
| 41  | Derrota   | 24-14-3 | James Wilder         | PTS   | 10     | 27/2/1993  | Davenport     |
| 40  | Victoria  | 24-13-3 | Kevin Poindexter     | KO    | 1 (10) | 11/12/1992 | Countryside   |
| 39  | Derrota   | 23-13-3 | Kevin P. Porter      | PTS   | 10     | 26/9/1992  | Lansing       |
| 38  | Victoria  | 23-12-3 | Jack Jackson         | KO    | 3 (10) | 24/7/1992  | Countryside   |
| 37  | Victoria  | 22-12-3 | Ken Bentley          | PTS   | 10     | 17/6/1992  | Atlanta       |
| 36  | Victoria  | 21-12-3 | Rick Myers           | PTS   | 10     | 20/3/1992  | San Luis      |
| 35  | Victoria  | 20-12-3 | Andre Crowder        | PTS   | 10     | 28/2/1992  | Countryside   |
| 34  | Victoria  | 19-12-3 | Lupe Guerra          | KO    | 3 (10) | 15/11/1991 | Gary          |
| 33  | Derrota   | 18-12-3 | Tony Morrison        | KOT   | 1 (10) | 30/5/1988  | Trumbull      |
| 32  | Derrota   | 18-11-3 | Randall Cobb         | PTS   | 10     | 18/3/1988  | Nashville     |
| 31  | Derrota   | 18-10-3 | Ladislao Mijangos    | PTS   | 10     | 20/12/1987 | San Antonio   |
| 30  | Derrota   | 18-9-3  | Terry Mims           | PTS   | 10     | 20/10/1987 | Cleveland     |
| 29  | Nulo      | 18-8-3  | Jim Ashard           | PTS   | 10     | 29/8/1987  | Eugene        |
| 28  | Derrota   | 18-8-2  | Angelo Musone        | KO    | 7 (10) | 22/5/1987  | Jesi          |
| 27  | Victoria  | 18-7-2  | Jeff Jordan          | PTS   | 12     | 28/4/1987  | Nagoya        |
| 26  | Derrota   | 17-7-2  | José Ribalta         | KOT   | 1 (10) | 17/1/1987  | Coconut Grove |
| 25  | Derrota   | 17-6-2  | Rocky Sekorski       | KOT   | 6 (10) | 2/8/1986   | Detroit Lakes |
| 24  | Derrota   | 17-5-2  | Dwight Muhammad Qawi | KOT   | 6 (15) | 22/3/1986  | Reno          |
| 23  | Victoria  | 17-4-2  | Kip Kane             | KOT   | 8 (12) | 13/12/1985 | Nueva York    |
| 22  | Victoria  | 16-4-2  | Tommy Franco Thomas  | PTS   | 10     | 29/6/1985  | Santa Rosa    |
| 21  | Victoria  | 15-4-2  | Tom Fischer          | PTS   | 10     | 9/5/1985   | Detroit       |
| 20  | Victoria  | 14-4-2  | Rick Kellar          | KOT   | 3 (10) | 9/4/1985   | Honolulu      |
| 19  | Victoria  | 13-4-2  | Lupe Guerra          | KOT   | 4 (10) | 21/2/1985  | Detroit       |
| 18  | Derrota   | 12-4-2  | Carlos de León       | RET.  | 6 (10) | 6/3/1983   | Atlantic City |
| 17  | Victoria  | 12-3-2  | Jesse Burnett        | PTS   | 12     | 31/10/1982 | McAfee        |
| 16  | Victoria  | 11-3-2  | Ivy Brown            | PTS   | 10     | 24/2/1982  | Atlantic City |
| 15  | Derrota   | 10-3-2  | Larry Holmes         | KOT   | 3 (15) | 12/6/1981  | Detroit       |
| 14  | Victoria  | 10-2-2  | Bernardo Mercado     | KOT   | 9 (12) | 2/10/1980  | Las Vegas     |
| 13  | Victoria  | 9-2-2   | Kevin Isaac          | KOT   | 8 (10) | 3/5/1980   | San Carlos    |
| 12  | Nulo      | 8-2-2   | Eddie López          | PTS   | 10     | 8/3/1980   | Las Vegas     |
| 11  | Victoria  | 8-2-1   | Alfredo Evangelista  | KO    | 5 (10) | 12/1/1980  | Atlantic City |
| 10  | Derrota   | 7-2-1   | Gerrie Coetzee       | KOT   | 1 (12) | 24/6/1979  | Fontvieille   |
| 9   | Derrota   | 7-1-1   | Muhammad Alí         | PTS   | 15     | 15/9/1978  | Nueva Orleans |
| 8   | Victoria  | 7-0-1   | Muhammad Alí         | PTS   | 15     | 15/2/1978  | Las Vegas     |
| 7   | Victoria  | 6-0-1   | Alfio Righetti       | PTS   | 10     | 18/11/1977 | Las Vegas     |
| 6   | Nulo      | 5-0-1   | Scott LeDoux         | PTS   | 10     | 22/10/1977 | Las Vegas     |
| 5   | Victoria  | 5-0     | Bruce Scott          | KO    | 3 (8)  | 1/6/1977   | Montreal      |
| 4   | Victoria  | 4-0     | Pedro Alvarado       | KO    | 1 (8)  | 7/5/1977   | San Luis      |
| 3   | Victoria  | 3-0     | Jerry McIntyre       | KO    | 1 (6)  | 20/3/1977  | Louisville    |
| 2   | Victoria  | 2-0     | Peter Freeman        | KO    | 1 (6)  | 5/3/1977   | Liverpool     |
| 1   | Victoria  | 1-0     | Bob Smith            | KOT   | 5 (6)  | 15/1/1977  | Las Vegas     |

### Muerte
En mayo de 2019 fue diagnosticado con cáncer de próstata. Falleció en Henderson (Nevada) el 5 de febrero del 2021, a los 67 años de edad.